# Де Костер, Шарль
Шарль-Теодо́р-Анри́ Де Косте́р (фр. Charles Théodore Henri De Coster, 20 августа 1827, Мюнхен — 7 мая 1879, Иксель) — бельгийский франкоязычный писатель, наиболее известный как автор романа «Легенда об Уленшпигеле».

## Биография
Шарль Де Костер родился 20 августа 1827 года в Мюнхене, в семье управляющего делами папского нунция. Существует версия, что писатель был сыном самого нунция, аристократа бельгийского происхождения графа Шарля Мерси-Аржанто, по другой версии — сыном его брата. По этому поводу бельгийский критик Ю. Жюэн замечает: «Будущий автор „Легенды об Уленшпигеле“ был, несомненно, сыном своих родителей, даже если от этого и пострадал романтизм». Окончил университет, служил в государственном архиве. В 1858 году выпустил книгу «Фламандские легенды» (Légendes flamandes), затем — сборник новелл «Брабантские сказки» (Contes brabançons).
В 1867 году было издано наиболее известное произведение Де Костера «Легенда об Уленшпигеле и Ламме Гудзаке, об их доблестных, забавных и достославных деяниях во Фландрии и других краях» (фр. La legende et les aventures heroiques, joyeuses et glorieuses d’Ulenspiegel et de Lamme Goedzak au pays de Flandres et ailleurs), при создании которого Де Костер пользовался материалами старинных хроник («История Нидерландов» Эмануэла ван Метерена, 1599, и др.), а также работами писателей и публицистов XVI века.
Самому писателю его главная книга не принесла при жизни ни славы, ни улучшения материального положения. В 1870 году его пригласили преподавать французскую литературу во вновь открытую в Брюсселе военную школу. Работа в военной школе не избавила писателя от бедности: кредиторы наложили арест на его жалованье. Но он продолжал писать. В 1870 году он опубликовал роман «Свадебное путешествие», в котором ощущается влияние Оноре де Бальзака. В 1874—1879 годах во французском журнале Le tour du monde публиковались путевые очерки Де Костера «Зеландия». Вторая незаконченная часть этих очерков «Нидерланды» вышла уже после смерти автора.
Шарль Де Костер умер 2 мая 1879 году от туберкулёза и диабета, не дожив до 52 лет. Он был похоронен на кладбище Икселя в пригороде Брюсселя.

## Творчество
«Легенда об Уленшпигеле» оказала влияние на писателей «Молодой Бельгии», на французского классика Ромена Роллана («Кола Брюньон»), известного белорусского писателя Владимира Короткевича (роман «Христос приземлился в Гродно», 1967), советского детского писателя Константина Сергиенко, автора популярной повести «Кеес — адмирал тюльпанов» (1975). Книгу Де Костера высоко ценили Максим Горький, Стефан Цвейг, украинский писатель-антифашист Ярослав Галан, египетский поэт XX века Абд ар Рахман аль Хамиси. Тиля Уленшпигеля упоминают Эдуард Багрицкий, Евгения Гинзбург в «Крутом маршруте».
На его основе была создана пьеса Григория Горина «Страсти по Тилю» (1970, постановка Марка Захарова в Театре имени Ленинского комсомола под названием «Тиль» — 1974), а затем и фильм А. Алова и В. Наумова «Легенда о Тиле» (1976).
Самое известное предисловие к роману Де Костера написал Константин Паустовский. Всемирно известный австрийский и американский психиатр Вильгельм Райх взял к своей книге «Взгляни на себя, маленький человек» эпиграф из Де Костера: «Ты, ханжествующий обыватель, что потешается надо мной! Ответь мне, чем живут твои политики с тех пор, как существует мир? Резнёй и убийствами!»
Е. И. Парнов сравнивает «Легенду об Уленшпигеле» с «Мастером и Маргаритой» М. А. Булгакова, современный российский писатель Д. Л. Быков — с «Дон Кихотом» и «Мёртвыми душами».
На нидерландский язык Де Костера перевёл известный писатель и участник Движения Сопротивления Тейн де Фриз.

## Произведения
- «Фламандские легенды» (фр. Légendes flamandes)
- «Брабантские сказки» (фр. Contes brabançons)
- «Легенда об Уленшпигеле и Ламме Гудзаке, об их доблестных, забавных и достославных деяниях во Фландрии и других краях» (фр. La legende et les aventures heroiques, joyeuses et glorieuses d’Ulenspiegel et de Lamme Goedzak au pays de Flandres et ailleurs)
- «Свадебное путешествие» (фр. Le Voyage de noce)
- «Зеландия» / «Нидерланды» (путевые очерки)

## Экранизации
- «Приключения Тиля Уленшпигеля» — режиссёр Йорис Ивенс, в главных ролях — Жерар Филип и Жан Карме (Франция-Нидерланды, 1956)
- «Легенда о Тиле» — режиссёры А. Алов и В. Наумов, в главных ролях — Лембит Ульфсак и Евгений Леонов (СССР, 1976)
- «Тиль Уленшпигель» — мультфильм, режиссёр Эберхард Юнкенсдорф (ФРГ, 2003)

## Память
Ш. Де Костер изображён на бельгийской почтовой марке 1952 года.
В музее Уленшпигеля в бельгийском городе Дамме есть экспозиция, посвящённая Шарлю Де Костеру.